# Abu Tashfin Abd al-Rahman I

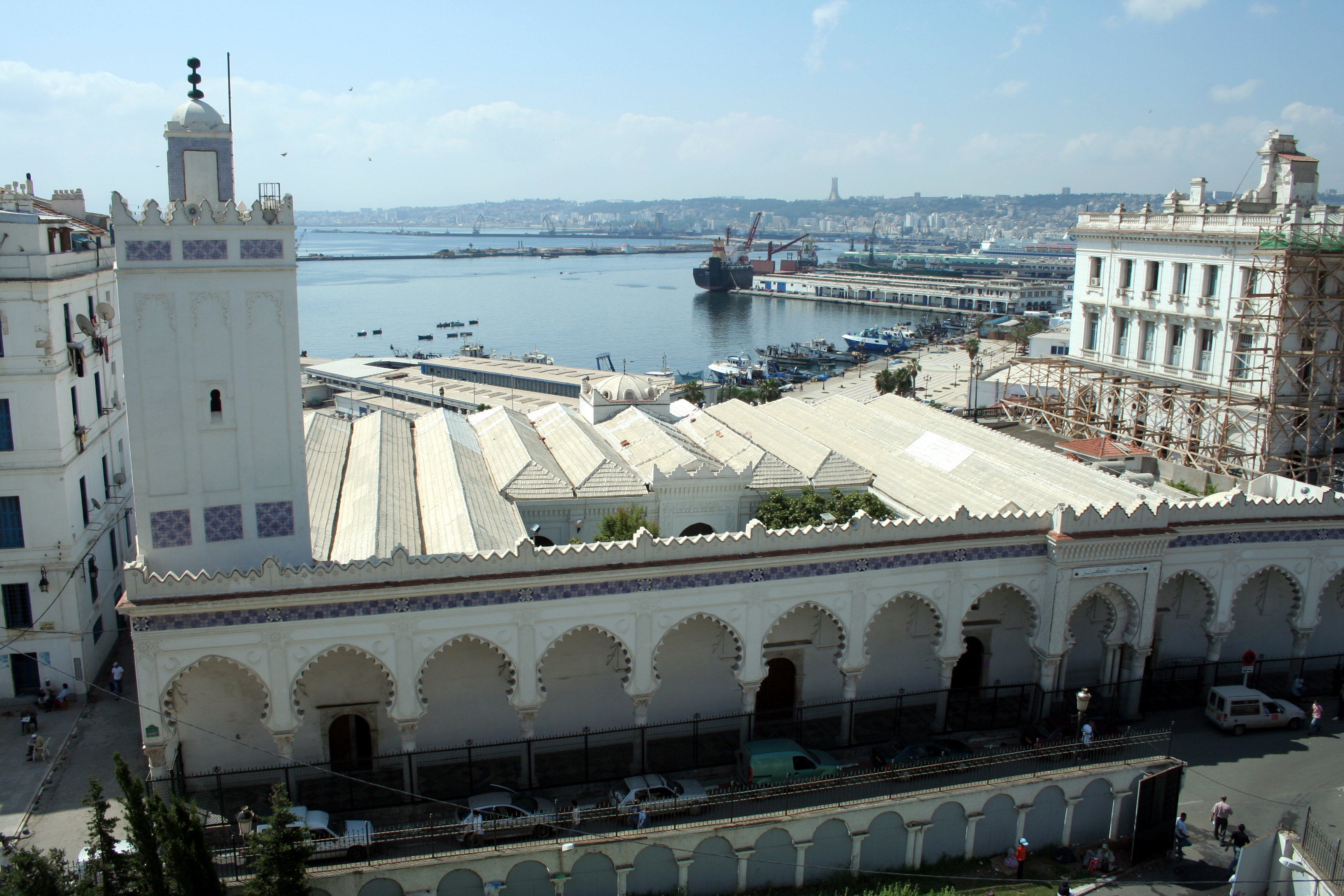
La Grande Moschea di Algeri, fatta costruire dal sultano Abū Tāshfīn ad Algeri.

Abū Tāshfīn ʿAbd al-Raḥmān I (in arabo أبو تاشفين‎?; ... – Tlemcen, 1337) è stato il quinto sovrano della dinastia zayyanide. Era un figlio di Abū Ḥammū Mūsā I. Salì al trono alla guida del Regno di Tlemcen (Maghreb centrale) dopo aver assassinato il padre nel 1318, regnando fino al 1337, anno in cui morì combattendo i Merinidi del Maghreb al-Aqṣa (Marocco), guidati dal sultano Abū l-Ḥasan ibn ʿUthmān, che conquistarono Tlemcen.

## Biografia
Abū Tāshfīn salì al trono il 22 luglio 1318, dopo aver ucciso il padre Abū Ḥammū Mūsā I, verso cui provava un sordo rancore perché lo maltrattava spesso. Appena salito al trono mandò il esilio nel Sultanato di Granada tutti i parenti di cui non si fidava, possibili pretendenti al trono.
Continuò la politica del padre, atta a consolidare e aumentare il potere della dinastia zayyanide, conquistando la valle del fiume Chelif. Abū Tāshfīn stabilì relazioni commerciali con l'Aragona e la Maiorca, inoltre incrementò i traffici del commercio trans-sahariano. Fece costruire diversi monumenti, quali la Grande Moschea di Algeri e la madrasa al-Tâshfîniyya (quest'ultima andata distrutta nel 1870).

## Invasione dell'Ifriqiya
Abū Tāshfīn, avviò le ostilità contro l'Ifriqiya della dinastia hafside nel 1319, invadendo la regione e assediando Bijaya, e mandando un esercito che sconfisse il sultano hafside Abū Yaḥyā Abū Bakr II, che fuggì a Costantina, permettendo ad Abū Tāshfīn di occupare Tunisi.

## Assedio di Tlemcen
Il sultano merinide del Maghreb al-Aqsa (Marocco) Abū l-Ḥasan ibn ʿUthmān era sposato con una principessa hafside, e nel 1334 gli Hafsidi gli chiesero aiuto, dandogli una scusa per invadere il Maghreb al-Awsaṭ e l'Ifriqiya (le attuali Algeria e Tunisia).
Nei primi mesi del 1335, le forze merinidi, guidate da Abū l-Ḥasan, invasero il Regno di Tlemcen da ovest, allo stesso tempo il sultano mandò una forza navale in aiuto agli Hafsidi ad est. Abū l-Ḥasan assediò Tlemcen per quasi tre anni.
Nel 1337, Abū l-Ḥasan fu costretto a sospendere l'assedio di Tlemcen a causa di suo fratello, Abū ʿAlī, che si era proclamato sultano indipendente di Sigilmassa, e minacciava di dividere in due i domini merinidi.
Nel maggio 1337, dopo aver sconfitto il fratello, riprese d'assedio Tlemcen, che si arrese ai Merinidi. Abū Tāshfīn morì durante l'assalto finale. I suoi fratelli furono catturati e messi a morte, quindi il Regno di Tlemcen (che comprendeva circa la metà dell'odierna Algeria) fu annesso ai domini dei Merinidi. Abū l-Ḥasan ricevette delegati provenienti dall'Egitto, Granada, Tunisi e dal Mali, che si congratularono con lui per la sua vittoria, grazie alla quale egli otteneva il controllo completo del commercio trans-sahariano.
La prima occupazione merinide del Regno di Tlemcen  durò fino al 1348, quando il sultano Abū Saʿīd ʿUthmān II restaurò il controllo zayyanide su Tlemcen.